# La gente sta male
La gente sta male è un singolo del gruppo alternative rock italiano Afterhours, pubblicato nel 2003 da Mescal ed estratto dall'album Quello che non c'è del 2002.

## Tracce
1. La gente sta male (album version rimasterizzata)
2. Non sono immaginario (radio edit)
3. Varanasi baby (Breakfast remix)
4. Dentro Marilyn (live @ “Grinzane festival” 4 ottobre 2002 - guest Cristina Donà & Marco Parente)
5. Tutto fa un po' male (live @ “Grinzane festival” 4 ottobre 2002 - guest Cristina Donà & Marco Parente)
6. Televisione (b-side del singolo Male di miele)